# Adam Szal
 (mars 2025).
Si vous disposez d'ouvrages ou d'articles de référence ou si vous connaissez des sites web de qualité traitant du thème abordé ici, merci de compléter l'article en donnant les références utiles à sa vérifiabilité et en les liant à la section « Notes et références ».
Adam Szal, né le 24 décembre 1953 à Wysoka (Pologne), est un théologien et prélat catholique polonais, archevêque de Przemyśl depuis 2016.

## Biographie
Il étudie au Grand Séminaire de Przemyśl. Il est ensuite ordonné prêtre le 31 mai 1979, à Przemyśl, par Ignacy Tokarczuk et obtient un doctorat en histoire de l'Église à l'Université catholique de Lublin.
En 1988, il est nommé directeur de la bibliothèque du séminaire de Przemyśl, puis, en juillet 1996, recteur de ce même séminaire.
Le 16 novembre 2000, le pape Jean-Paul II le nomme évêque auxiliaire de Przemyśl et évêque titulaire de Lavellum (de). Le 23 décembre 2000, il est consacré évêque, dans la cathédrale de Przemyśl par Józef Michalik. Ses co-consécrateurs sont alors Edward Białogłowski et Stefan Moskwa.
En 2007, il est nommé délégué de la Conférence épiscopale polonaise pour le Mouvement pro-vie. Il devient ensuite membre du Conseil de la Mission et du Conseil pour la pastorale des jeunes. Il devient aussi membre du conseil d'administration des Journées Mondiales de la Jeunesse.
Le 30 avril 2016, il est nommé archevêque de Przemyśl.